# Dmitri Aleksandrovich Proshin
Dmitri Aleksandrovich Proshin (tiếng Nga: Дмитрий Александрович Прошин; sinh 6 tháng 1 năm 1984) là một cầu thủ bóng đá Nga, thi đấu cho JK Narva Trans.